# Le Pirate de l'hyper-espace
Pour plus de détails, voir Fiche technique et Distribution.
Le Pirate de l'hyper-espace (Lighter Than Hare) est un cartoon Merrie Melodies réalisé par Friz Freleng, sorti le 17 décembre 1960 et mettant en scène Bugs Bunny et Sam le pirate.

## Synopsis
Une soucoupe volante descend près de l'autoroute 17, et atterrit à côté de la décharge de la ville, alors que Bugs Bunny y retourne. À l'intérieur du vaisseau, Yosemite Sam de l'espace, habillé d'une combinaison spatiale verte, voit Bugs sur son radar et ordonne au robot ZX29B d'aller capturer Bugs et de le ramener au vaisseau. ZX29B sort du vaisseau spatial et regarde dans le trou de Bugs. Bugs est en train de se nettoyer après le petit-déjeuner et a l'impression d'être observé. ZX29B s'enfuit et se cache parmi les poubelles lorsque Bugs sort de son trou pour vider ses déchets dans les poubelles. Bugs pense que ZX29B est une nouvelle poubelle et jette ses déchets dans le robot. Lorsque Bugs retourne dans son trou, ZX29B crache les ordures.

## Edition DVD
En Amérique et en Europe, ce cartoon est disponible dans le DVD Looney Tunes Super Stars : Bugs Bunny, un lapin extraordinaire dans la collection Looney Tunes Super Stars.